# Royal Rumble (2023)
Royal Rumble (2023) — тридцать шестое в истории шоу Royal Rumble, премиальное живое шоу производства американского рестлинг-промоушна WWE. Оно прошло 28 января 2023 года на арене «Аламодоум» в Сан-Антонио, Техас. Мероприятие транслировалось по системе pay-per-view (PPV) по всему миру и доступно для трансляции через Peacock в США и WWE Network на международном рынке. Это четвёртое шоу Royal Rumble, которое прошло в Сан-Антонио после событий 1997, 2007 и 2017 годов, и третье, на арене «Аламодоум» после 1997 и 2017 годов.
Традиционно победитель матча «Королевская битва» получает матч за звание чемпиона мира на WrestleMania того же года. На шоу 2023 года победители мужского и женского матчей получат возможность выбрать, за какой титул чемпиона мира бороться на WrestleMania 39.
Рея Рипли выиграла женский матч «Королевская битва», став первой женщиной, выигравшей матч с первого места, а также установив рекорд по самому долгому времени пребывания в матче — 1:01:08, в то время как Коди Роудс выиграл мужской матч, который открывал шоу. В главном событии Роман Рейнс победил Кевина Оуэнса и сохранил титул неоспоримого чемпиона Вселенной WWE.

## Производство

### Предыстория

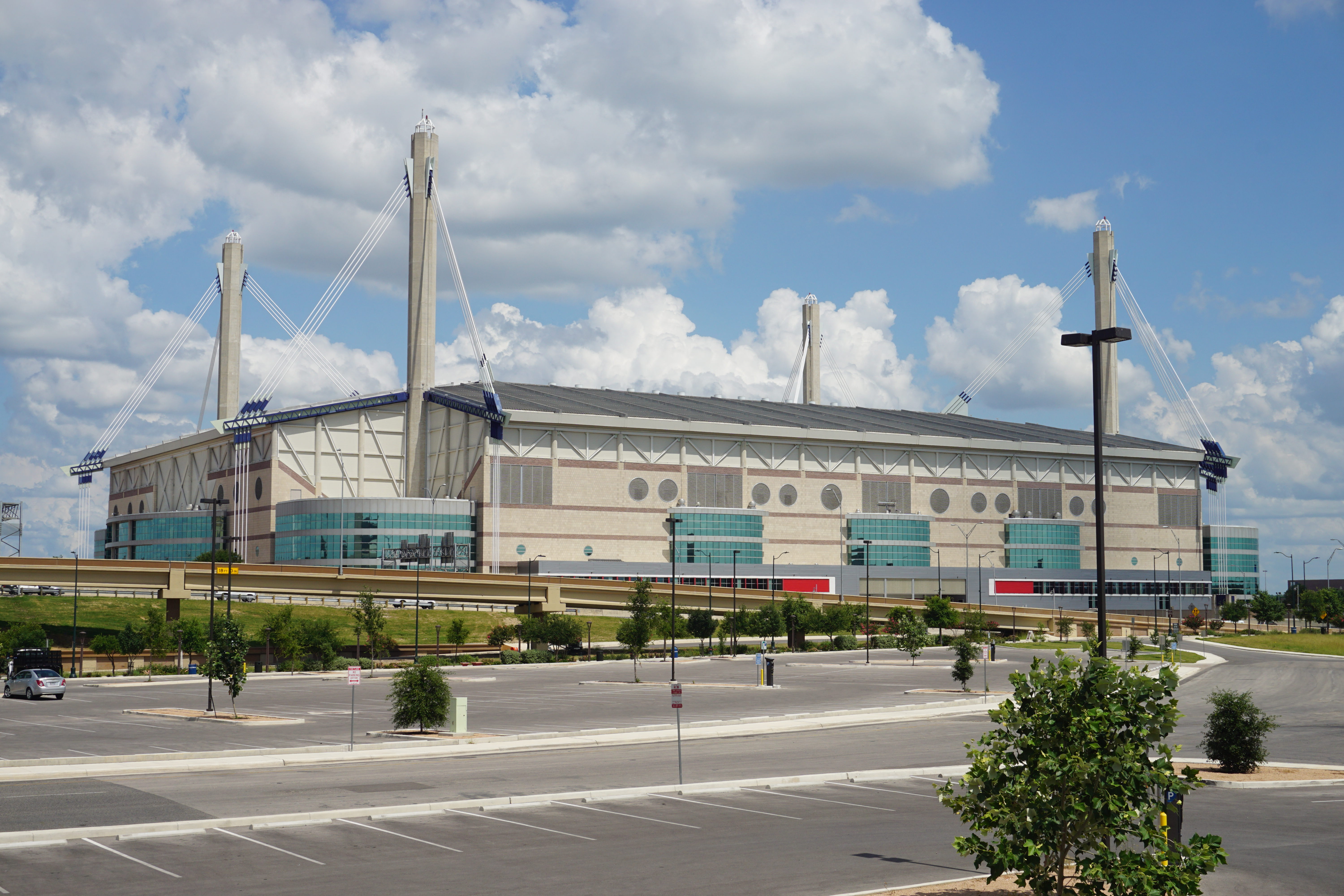
(фотография 2018 года), арена на котором проходило данное шоу

Royal Rumble (рус. Королевская битва) — это ежегодное шоу реслинга, которое проводиться каждый январь промоушеном WWE, начиная с 1988 года. Оно является одним из самых крупнейших из пятие шоу промоушена года, наряду с такими как WrestleMania, SummerSlam, Survivor Series и Money in the Bank входя в так называемую «Большую пятерку». Сам Royal Rumble назван в честь модифицированного баттл-роял матча, в отличие от которого участники выходят через определённый промежуток времени (90 секунд) вместо того, чтобы выходить все вместе на ринг одновременно. 7 сентября 2022 года было объявлено, что 36-й Royal Rumble пройдет в субботу, 28 января 2023 года, на арене Alamodome в Сан-Антонио, штат Техас, в рамках празднования 30-летия юбилея арены. В этом шоу приняли участие рестлеры брендов Raw и SmackDown. Помимо показа pay-per-view по всему миру, будет доступ к стриминг сервису Peacock находящийся в Соединенных Штатах и на международных рынках WWE Network. Также данный Royal Rumble стал первым шоу WWE, который будет транслироваться в Австралии на стриминговом сервисе Binge после того, как 23 января австралийская версия WWE Network объединилась с каналом Foxtel Binge. Билеты на шоу поступили в продажу 30 сентября, с доступом к тур-пакетами премиум-класса. Официальной песней шоу была, песня американского кантри-певца Харди «Sold Out», который исполнил её вживую на Royal Rumble.
В Royal Rumble матче принимают участие 30 рестлеров , где победитель битвы традиционно получает право на участие в матче за титул мирового чемпиона на Рестлмании этого года. В 2023 году рестлеры-мужчины и рестлеры-женщины выбирают, за какой мировой титул им предстоит сразиться на WrestleMania 39; мужчины выбирают титул Чемпиона WWE от бренда Raw или титул Вселенского чемпиона от бренда SmackDown, который в настоящий момент проводится и защищается вместе как Неоспоримое чемпионство WWE Вселенной, а женщины в это время выбирают между титулом Чемпиона WWE Raw среди женщин или Чемпиона WWE SmackDown среди женщин.

### Сюжетные линии
Данное шоу включало матчи с сюжетными линиями, которые являются результатом сценаристов WWE, где рестлеры представляли собой героев, злодеев или других неоднозначных персонажей  в сценарных событиях, которые создавали напряженность и кульминацией который являлся реслинг матч или серия матчей. Все результаты матчей были заранее установлены сценаристами промоушена для брендов Raw и SmackDown, а все сюжетные линии были созданы на еженедельных тв-шоу от WWE, Monday Night Raw и Friday Night SmackDown.
26 декабря 2022 года YouTube-канал WWE совместно с компанией безалкогольных напитков Mountain Dew рекламировали матч по правилам в Кромешной Тьме (англ. "Pitch Black match"), который должен состояться на Royal Rumble в рамках возвращения вкуса напитка «Pitch Black». 30 декабря на эпизоде SmackDown, после двух месяцев возможных нападений Брэя Уайатта на Эл Эй Найта, который утверждал, что это был не он, а некто по имени Дядя Хауди и Найт все же вызвал его на поединок на Royal Rumble, и Уайатт дал свое согласие. Затем появился Дядя Хауди и напал на Уайатта. Позже было подтверждено, чато это будет матч по правилам Pitch Black. Примечательно, что это также будет его первый телевизионный матч со времен Рестлмании 37, которая проходила апреле 2021 года. 4 января 2023 года во время интервью в подкасте WWE After The Bell, единственное что рассказал и знал о матче Найт, это то что будет по сути уличной дракой «но вроде как в темноте». Хотя на эпизоде SmackDown от 6 января комментатор Майкл Коул заявил, что матч будет называться anything goes, (англ. "можно использовать всё, что угодно") который закончиться удержанием или подчинением, больше о матче ничего не было сказано.
На шоу Survivor Series WarGames Кевин Оуэнс, у которого были проблемы с Романом Рейнсом в прошлом, вошел в состав команды соперника в матче WarGames против команды Рейнса, The Bloodline. Ранее эти двое фьюдили за Вселенское Чемпионство, где Оуэнс постоянно проигрывал из-за вмешательства членов Блудлайна, включая их менеджера Пола Хеймана—Оуэнса, и последний титульный матч против Рейнса состоялся на Royal Rumble 2021 года. В итоге Блудлайн одержал победу на Survivor Series WarGames благодаря Сами Зейну — бывшему лучшему другу Оуэнса, который предал Оуэнса, дабы показать свою преданность группировке. Несмотря на проигрыш, Оуэнс в течение следующих нескольких недель продолжал нападать на Bloodline. и на эпизоде SmackDown от 30 декабря 2022 года Оуэнс объединился с вернувшимся Джоном Синой, где они в командном матче победили Рейнса и Зейна, где последнего удержал Оуэнс. На следующей неделе, Оуэнс бросил вызов Рейнсу за титул Неоспоримого чемпиона Вселенной WWE на Royal Rumble, который стал официальным.
12 декабря 2022 года на эпизоде Raw Алекса Блисс победила Бейли и стала претенденткой номер один за Женское чемпионство Raw. После матча действующая чемпионка Бьянка Белэйр поздравила Блисс, но вовремя их объятий, на Титантроне появился логотип Брэя Уайатта (отсылка к прошлой связи Блисс с Уайаттом), и Блисс почти провела ей финишер Сестру Эбигейл, но перед выполнением приема быстро опомнилась. На следующей неделе Белэйр и Блисс дали закулисное интервью, где в конце сегмента вновь на экране появился логотип Уайатта, и Блисс ударила Белэйр по голове вазой с цветами. 2 января 2023 года на эпизоде Raw во время её чемпионского матча против Белэр, Блисс отвлекли люди в масках Дяди Хауди, и после того, как снова логотип Уайатта появился на Титантроне, Блисс напала на судью, вынудив его присудить Блисс победу по дисквалификации и тем самым сохранив титульный пояс у Белэр. После матча Блисс атаковал Белэр, исполнив на ней два ДДТ на стальной лестнице. На эпизоде Raw от 16 января Белэр вызвала Блисс на матч-реванш за Чемпионство Raw который пройдет на шоу Royal Rumble, и Блисс дала согласие. Затем эти двое подрались, и Блисс одержала верх после появления Хауди.
16 января на эпизоде Raw, после нескольких недель съемок, показывающих путь к восстановлению после разрыва грудной клетки Коди Роудса, который он перенес во время Hell in a Cell матча в июне 2022 года на одноименном шоу, Роудс заявил, что он после травмы вернется в качестве участника мужского матча Royal Rumble.

## Результаты
| №                               | Результаты                                                             | Условия                                                     | Время   |
| ------------------------------- | ---------------------------------------------------------------------- | ----------------------------------------------------------- | ------- |
| 1                               | Коди Роудс победил в «Королевской битве» последним выбросив Гюнтера    | Мужской матч «Королевская битва»                            | 1:11:25 |
| 2                               | Брей Уайатт победил Эл Эй Найта                                        | Матч «Кромешная тьма» от Mountain Dew                       | 5:05    |
| 3                               | Бьянка Белэр (с) победила Алексу Блисс                                 | Одиночный матч за титул чемпиона WWE Raw среди женщин       | 7:35    |
| 4                               | Реа Рипли победила в «Королевской битве» выбросив последним Лив Морган | Женский матч «Королевская битва»                            | 1:01:03 |
| 5                               | Роман Рейнс (с) (с Полом Хейманом и Сами Зейном) победил Кевина Оуэнса | Одиночный матч за титул неоспоримого чемпиона Вселенной WWE | 19:15   |
| - (ч) – чемпион на начало матча |                                                                        |                                                             |         |

### Мужской матч «Королевская битва»
— Бренд Raw
     — Бренд SmackDown
     — Бренд NXT
     — Победитель
| Номер | Выходит            | Бренд/Статус | Порядок | Кем выбит                           | Время проведенное в битве | Количество выбитых |
| ----- | ------------------ | ------------ | ------- | ----------------------------------- | ------------------------- | ------------------ |
| 1     | Гюнтер             | SmackDown    | 29      | Коди Роудсом                        | 1:11:40                   | 5                  |
| 2     | Шеймус             | SmackDown    | 21      | Дрю Макинтайром и Гюнтером          | 52:33                     | 3                  |
| 3     | Миз                | Raw          | 1       | Шеймусом                            | 04:23                     | 0                  |
| 4     | Кофи Кингстон      | SmackDown    | 4       | Гюнтером                            | 14:51                     | 0                  |
| 5     | Джонни Гаргано     | Raw          | 14      | Домиником Мистерио и Финном Балором | 29:57                     | 0                  |
| 6     | Ксавье Вудс        | SmackDown    | 3       | Гюнтером                            | 10:29                     | 0                  |
| 7     | Каррион Кросс      | SmackDown    | 2       | Дрю Макинтайром                     | 04:11                     | 0                  |
| 8     | Чед Гейбл          | Raw          | 7       | Броком Леснаром                     | 08:42                     | 0                  |
| 9     | Дрю Макинтайр      | SmackDown    | 22      | Гюнтером                            | 39:10                     | 4                  |
| 10    | Сантос Эскобар     | SmackDown    | 5       | Броком Леснаром                     | 04:56                     | 0                  |
| 11    | Анджело Докинз     | Raw          | 6       | Броком Леснаром                     | 02:28                     | 0                  |
| 12    | Брок Леснар        | Raw          | 8       | Бобби Лэшли                         | 02:28                     | 3                  |
| 13    | Бобби Лэшли        | Raw          | 11      | Сет Фрикин Роллинс                  | 07:14                     | 1                  |
| 14    | Барон Корбин       | Raw          | 9       | Сет Фрикин Роллинс                  | 00:07                     | 0                  |
| 15    | Сет Фрикин Роллинс | Raw          | 27      | Полом Логоном                       | 37:18                     | 2                  |
| 16    | Отис               | Raw          | 12      | Дрю Макинтайром и Шеймусом          | 03:08                     | 0                  |
| 17    | Рей Мистерио       | SmackDown    | 10      | Не вошел в битву                    | 00:00                     | 0                  |
| 18    | Доминик Мистерио   | Raw          | 23      | Коди Роудсом                        | 25:44                     | 1                  |
| 19    | Элайас             | Raw          | 13      | Дрю Макинтайром и Шеймусом          | 00:39                     | 0                  |
| 20    | Финн Балор         | Raw          | 18      | Эджем                               | 07:45                     | 2                  |
| 21    | Букер Ти           | NXT/HOF      | 15      | Гюнтером                            | 00:42                     | 0                  |
| 22    | Дамиан Прист       | Raw          | 17      | Эджем                               | 04:03                     | 1                  |
| 23    | Монтез Форд        | Raw          | 16      | Дамиан Пристом                      | 00:44                     | 0                  |
| 24    | Эдж                | Raw/HOF      | 19      | Финном Балором                      | 01:04                     | 2                  |
| 25    | Остин Тиори        | Raw          | 26      | Коди Роудсом                        | 15:39                     | 1                  |
| 26    | Омос               | Raw          | 20      | Брауном Строуманом                  | 02:26                     | 0                  |
| 27    | Браун Строуман     | SmackDown    | 24      | Коди Роудсом                        | 11:12                     | 1                  |
| 28    | Рикошет            | SmackDown    | 25      | Остином Тиори                       | 09:14                     | 0                  |
| 29    | Логан Пол          | Raw          | 28      | Коди Роудсом                        | 10:57                     | 1                  |
| 30    | Коди Роудс         | Raw          | —       | ПОБЕДИТЕЛЬ                          | 15:08                     | 5                  |

### Матч Женская «Королевская битва»
— Бренд Raw
     — Бренд SmackDown
     — Бренд NXT
     — Свободный агент
     — Победитель
| Номер | Выходит         | Бренд/Статус    | Порядок | Кем выбита | Время проведенное в битве | Количество выбитых |
| ----- | --------------- | --------------- | ------- | --- | ------------------------- | ------------------ |
| 1     | Рея Рипли       | Raw             | —       | ПОБЕДИТЕЛЬ | 1:01:08                   | 7                  |
| 2     | Лив Морган      | SmackDown       | 29      | Реей Рипли | 1:01:07                   | 3                  |
| 3     | Дана Брук       | Raw             | 2       | Бейли, Дакотой Кай, и Ийо Скай | 11:43                     | 0                  |
| 4     | Эмма            | SmackDown       | 3       | Дакотой Кай | 10:12                     | 0                  |
| 5     | Шайна Базслер   | SmackDown       | 6       | Бейли, Дакотой Кай, и Ийо Скай | 13:28                     | 0                  |
| 6     | Бейли           | Raw             | 13      | Лив Морганом | 27:09                     | 5                  |
| 7     | Би-Фаб          | SmackDown       | 1       | Реей Рипли | 00:36                     | 0                  |
| 8     | Роксана Перес   | NXT             | 4       | Бейли, Дакотой Кай, и Ийо Скай | 04:34                     | 0                  |
| 9     | Дакота Кай      | Raw             | 10      | Бекки Линч | 22:20                     | 5                  |
| 10    | Ийо Скай        | Raw             | 11      | Бекки Линч | 20:49                     | 5                  |
| 11    | Наталья         | SmackDown       | 5       | Бейли, Дакотой Кай, и Ийо Скай | 03:08                     | 0                  |
| 12    | Кэндис Ле Рей   | Raw             | 7       | Ийо Скай | 05:11                     | 0                  |
| 13    | Зои Старк       | NXT             | 16      | Соней Девилль | 26:34                     | 0                  |
| 14    | Ся Ли           | SmackDown       | 14      | Зелиной Вегой | 15:30                     | 0                  |
| 15    | Бекки Линч      | Raw             | 12      | Бейли | 10:45                     | 2                  |
| 16    | Тиган Нокс      | SmackDown       | 8       | Аска | 03:41                     | 0                  |
| 17    | Аска            | Raw             | 28      | Реей Рипли | 33:15                     | 3                  |
| 18    | Пайпер Нивен    | Raw             | 25      | Ракель Гонсалесом | 28:05                     | 2                  |
| 19    | Тамина          | Raw             | 15      | Мишель Маккул | 11:58                     | 0                  |
| 20    | Челси Грин      | Свободный агент | 9       | Реей Рипли | 00:05                     | 0                  |
| 21    | Зелина Вега     | SmackDown       | 17      | Лейси Эванс | 11:30                     | 1                  |
| 22    | Ракель Гонсалес | SmackDown       | 26      | Реей Рипли | 20:40                     | 3                  |
| 23    | Миа Йим         | Raw             | 24      | Пайпер Нивен | 17:44                     | 2                  |
| 24    | Лэйси Эванс     | SmackDown       | 20      | Ракель Гонсалесом | 14:05                     | 2                  |
| 25    | Мишель Маккул   | Свободный агент | 22      | Реей Рипли | 13:53                     | 2                  |
| 26    | Инди Хартвелл   | NXT             | 18      | Соней Девилль | 04:51                     | 0                  |
| 27    | Соня Девилль    | SmackDown       | 21      | Аска | 10:17                     | 3                  |
| 28    | Шотци           | SmackDown       | 23      | Миа Йим | 08:39                     | 1                  |
| 29    | Никки Кросс     | Raw             | 27      | Лив Морганом | 09:16                     | 1                  |
| 30    | Ная Джакс       | Свободный агент | 19      | Аской, Лейси Эвансом, Лив Морганом, Миа Йим, Мишель Маккулом, Никки Кроссом, Пайпер Нивен, Ракель Родригесом, Реей Рипли, Шотзи и Соней Девилль | 01:57                     | 0                  |

## Заметки
1. ↑  За исключением Royal Rumble 2011 года где в нем принимало участие 40 рестлеров, что делая ее самой большой битвой за всю историю шоу.
2. ↑  Твиннер это - морально неоднозначный рестлер, который не является ни фейсом, ни хиллом (играет роль посредника), который иногда бывает что рестлер играя роль хилла толпа приветствуют его как фейса или наоборот, или фейс над которым обычно издеваются, особенно когда два фейса или два хилла сталкиваются друг с другом. [13]
3. ↑  Перед тем как выйти Рею Мистерио на ринг, предположительно за кулисами он был избит своим сыном Домиником Мистерио, а возможно и всей группировкой Судный день
4. ↑  Финн Балор был уже устранен, когда он устранял Эджа.